# Asz-Szahanijja (miasto)
Asz-Szahanijja, Al-Shahaniya, Ash-Shahaniyah (arab. مدينة الشحانية) – miasto w środkowym Katarze; 220 tys. mieszkańców. Stolica prowincji o tej samej nazwie.